# 图的遍历
图的遍历问题分为四类：
- 遍历完所有的边而不能有重复，即所謂“欧拉路径问题”（又名一笔画问题）；
- 遍历完所有的顶点而没有重复，即所谓“哈密頓路径问题”。
- 遍历完所有的边而可以有重复，即所谓“中国邮递员问题”；
- 遍历完所有的顶点而可以重复，即所谓“旅行推销员问题”。

对于第一和第三类问题已经得到了完满的解决，而第二和第四类问题则只得到了部分解决。
第一类问题就是研究所谓的欧拉图的性质，而第二类问题则是研究所谓的哈密顿图的性质。

## 算法
图的遍历方法有深度优先搜索法和广度(宽度)优先搜索法。

## 参阅
- 图
- 图论
- 树的遍历
- 遍历性